# Teodor Černý
Teodor Černý (nascido em 18 de janeiro de 1957) é um ex-ciclista olímpico tchecoslovaco. Representou sua nação nos Jogos Olímpicos de Moscou 1980, onde conquistou uma medalha de bronze na prova de perseguição por equipes (4 000 m).